# Neutralność technologiczna
Neutralność technologiczna – zasada równego traktowania przez władze publiczne technologii teleinformatycznych i tworzenia warunków do ich uczciwej konkurencji, w tym zapobiegania możliwości eliminacji technologii konkurencyjnych przy rozbudowie i modyfikacji eksploatowanych systemów teleinformatycznych lub przy tworzeniu konkurencyjnych produktów i rozwiązań.